# Barkenholm
Barkenholm er en by og kommune i det nordlige Tyskland, beliggende i Amt Kirchspielslandgemeinden Eider i den nordlige del af Kreis Dithmarschen. Kreis Dithmarschen ligger i den sydvestlige del af delstaten Slesvig-Holsten.

## Geografi
Det laveste punkt i kommunen ligger 70 centimeter under havets overflade, og det højeste 14 moh.

### Nabokommuner
Nabokommuner er (med uret fra nord) kommunerne Linden, Tellingstedt (Exklave Rederstall) og Gaushorn, byen Heide samt kommunerne Süderheistedt og Norderheistedt (alle im Ditmarsken kreds).